# Geiger (cráter)

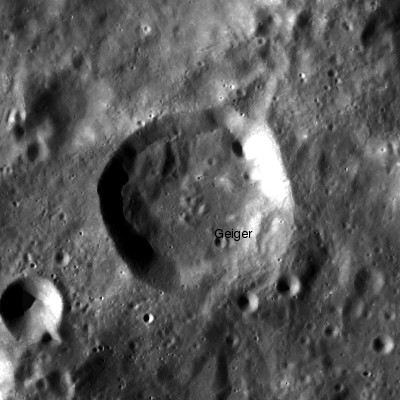
Fotografía de la misión Lunar Reconnaissance Orbiter

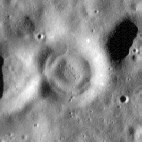
Geiger L. Fotografía de la misión Lunar Reconnaissance Orbiter

Geiger es un cráter de impacto situado en la cara oculta de la Luna. Se encuentra al suroeste de la llanura amurallada del mucho más grande cráter Keeler, y un poco más hacia el noreste de la gran llanura amurallada de Gagarin. Al sur se halla el cráter Cyrano.
|  |

Se trata de una formación de cráter no del todo simétrica, con pequeñas protuberancias externas a lo largo del norte y noreste. El borde hacia el sureste está peor formado que en el resto del brocal. La pared interior norte es más extensa que en otros lugares, ocupando alrededor de un tercio del suelo interior, relativamente llano y caracterizado por las huellas de unos diminutos cráteres.

## Cráteres satélite
Por convención estos elementos son identificados en los mapas lunares poniendo la letra en el lado del punto medio del cráter que está más cerca de Geiger.
|        | \| Geiger \| Coordenadas \| Diámetro \| \| ------ \| ------------------------------- \| -------- \| \| K \| 16°00′S 159°54′E / -16.0, 159.9 \| 11 km \| \| L \| 16°18′S 159°18′E / -16.3, 159.3 \| 6 km \| \| R \| 15°42′S 156°30′E / -15.7, 156.5 \| 40 km \| \| Y \| 12°42′S 158°06′E / -12.7, 158.1 \| 29 km \| |          |
| Geiger | Coordenadas | Diámetro |
| K      | 16°00′S 159°54′E / -16.0, 159.9 | 11 km    |
| L      | 16°18′S 159°18′E / -16.3, 159.3 | 6 km     |
| R      | 15°42′S 156°30′E / -15.7, 156.5 | 40 km    |
| Y      | 12°42′S 158°06′E / -12.7, 158.1 | 29 km    |